# Lista najwyższych budynków w Szanghaju
Szanghaj jest jednym z największych miast chińskich. Jak na centrum prężnie rozwijającego się kraju, już z daleka w panoramie tego miasta widać wysokie wieżowce. Obecnie jest tutaj co najmniej 88 wieżowców. 29 budynków przekracza 200 metrów wysokości, 2 przekraczają 300 metrów i dwa 400. Większość ze stojących tu budowli jest biurowcami. Niewiele budynków pełni inną funkcję, a nawet jeśli, to często jest to połączenie biurowca z innym typem organizacji przestrzeni.
Szanghaj jest jednym z nielicznych miast na świecie, w których znajduje się aż tak duża liczba wieżowców. Więcej mają jedynie Nowy Jork, Hongkong, Chicago oraz Dubaj. Jeszcze 20 lat temu w panoramie Szanghaju nie było ani jednego budynku, przekraczającego 150 metrów wysokości, podczas gdy w Chicago, było ich już około 57. W tym najwyższy liczył przeszło 400 metrów. W zaledwie 20 lat udało się Szanghajowi, dogonić jedno ze sztandarowych miast jeśli chodzi o budownictwo wysokościowców. W dalszym ciągu są tu budowane wysokie budynki.

## 10 najwyższych

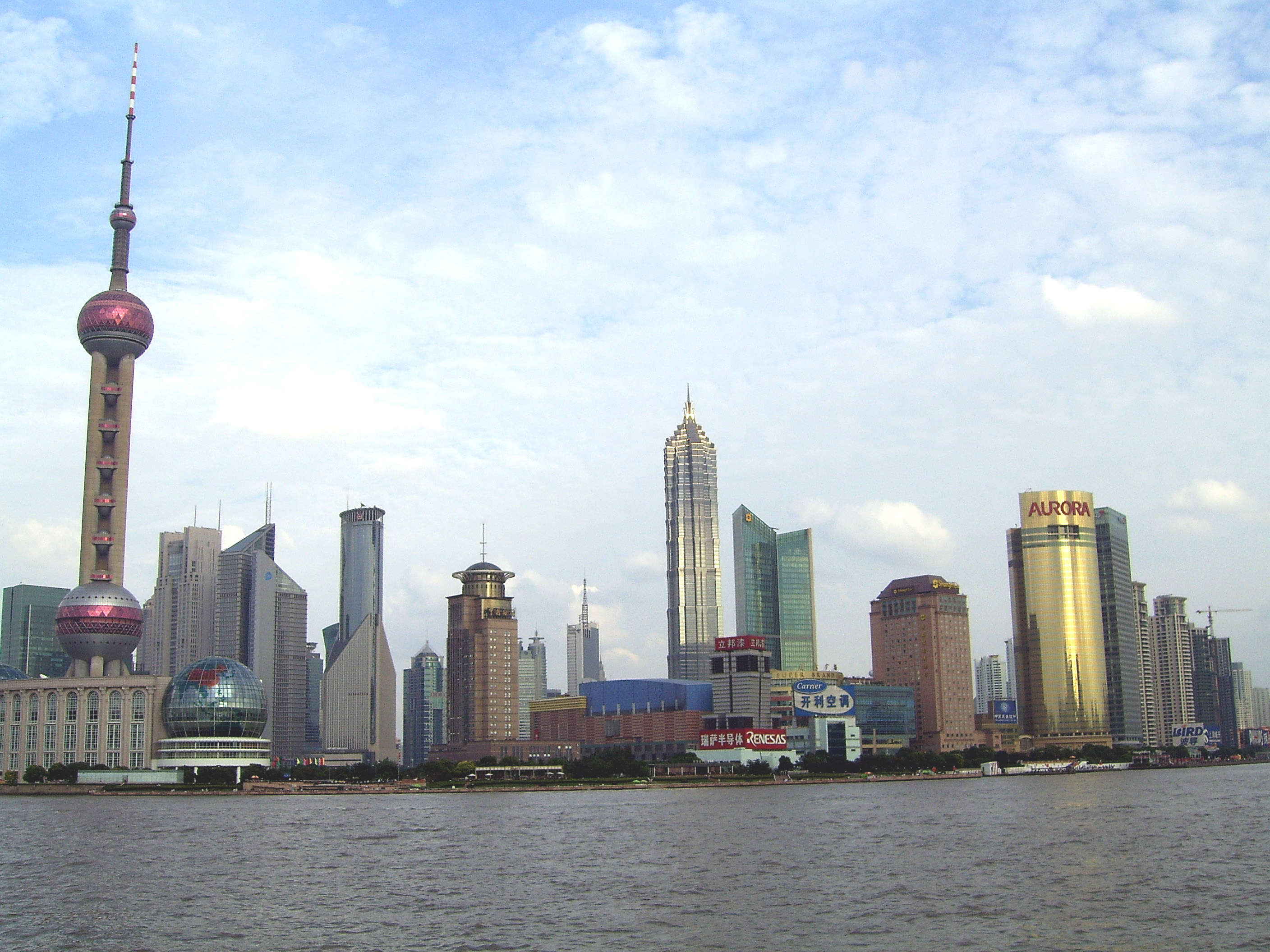
Widok na dzielnicę Pudong
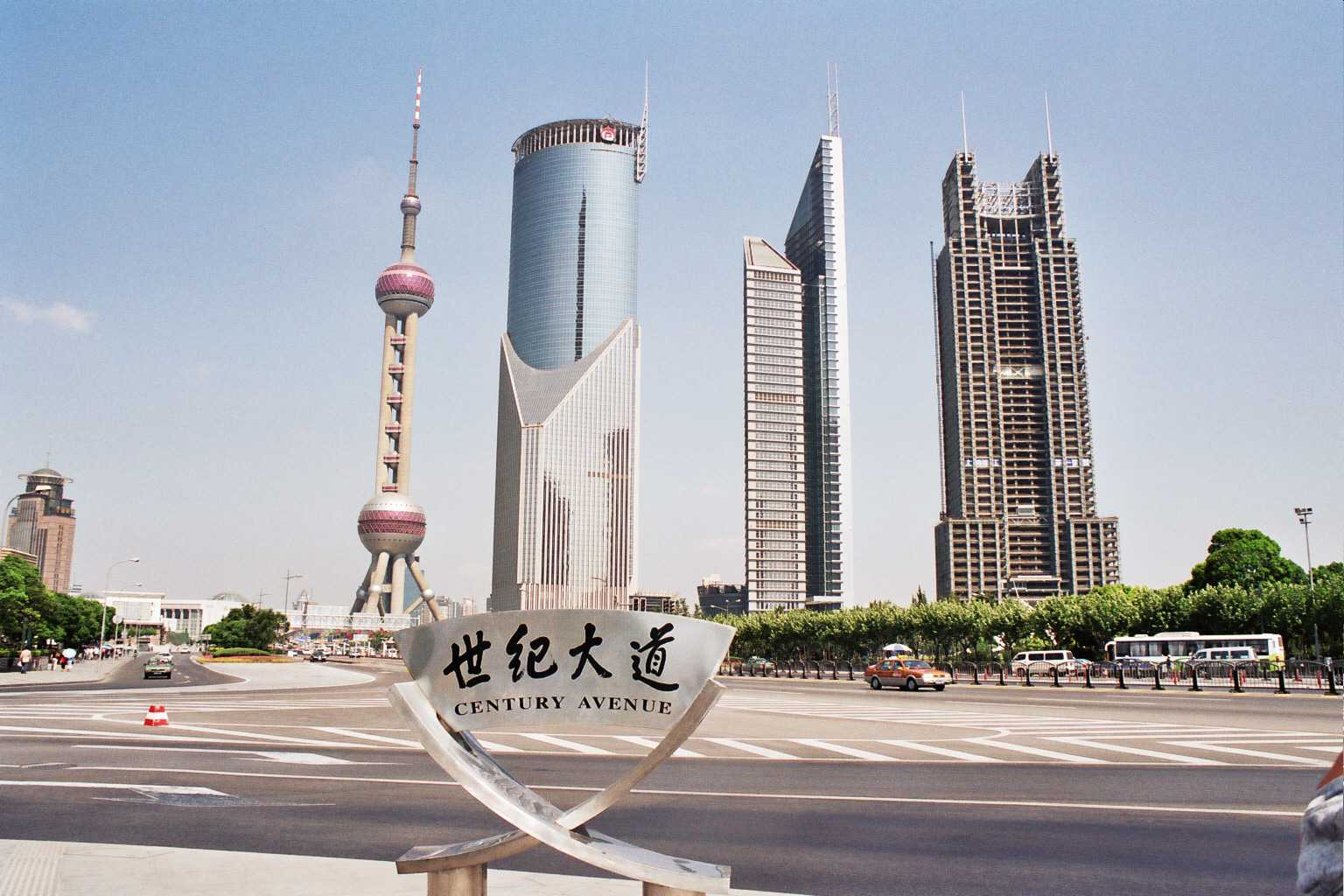
Od lewej: Oriental Pearl (nie jest wieżowcem), Bank of China Tower, Bocom Financial Towers, Hong Kong New World Tower
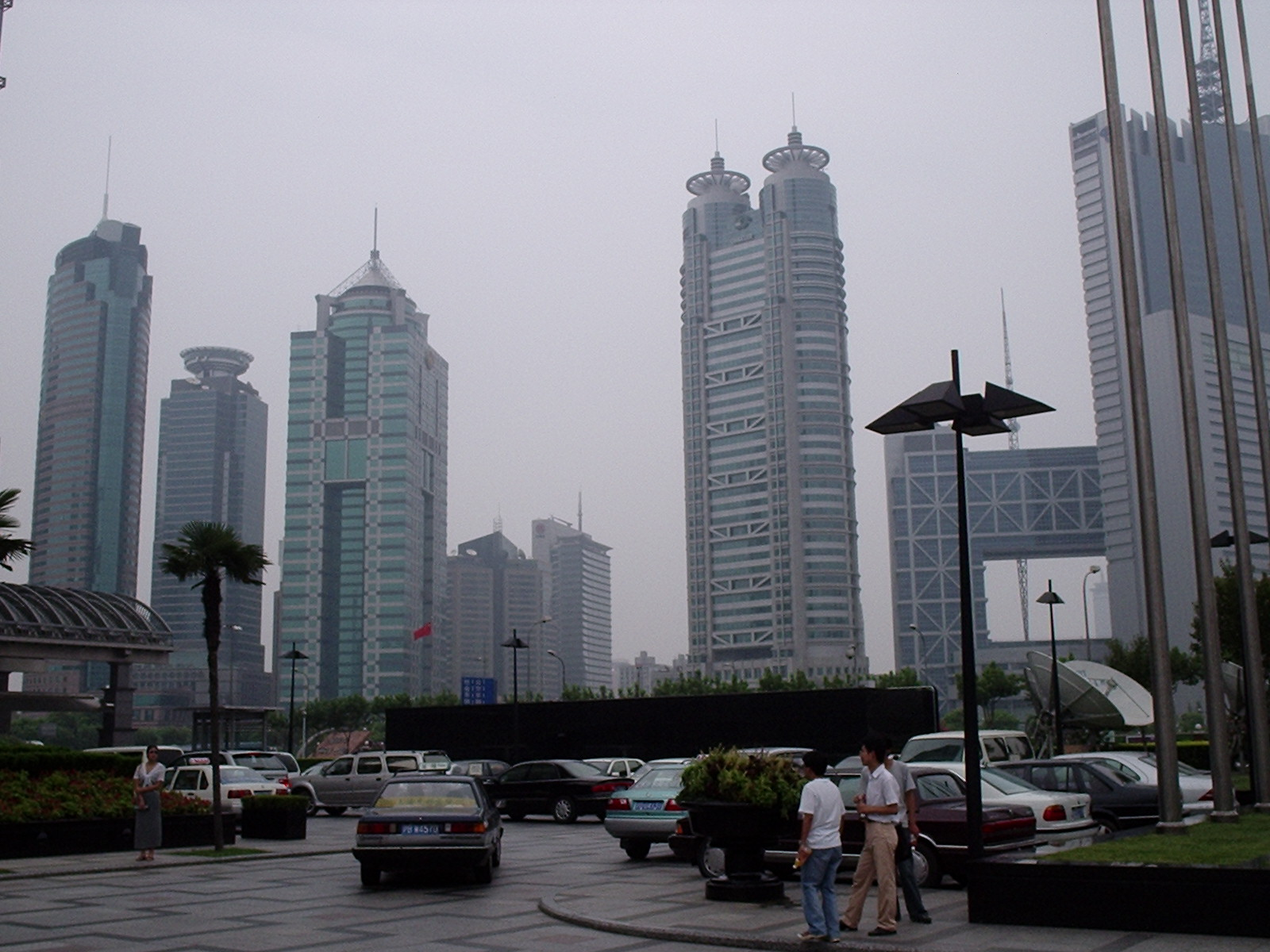
W środku po prawej China Insurance Building (196 m)
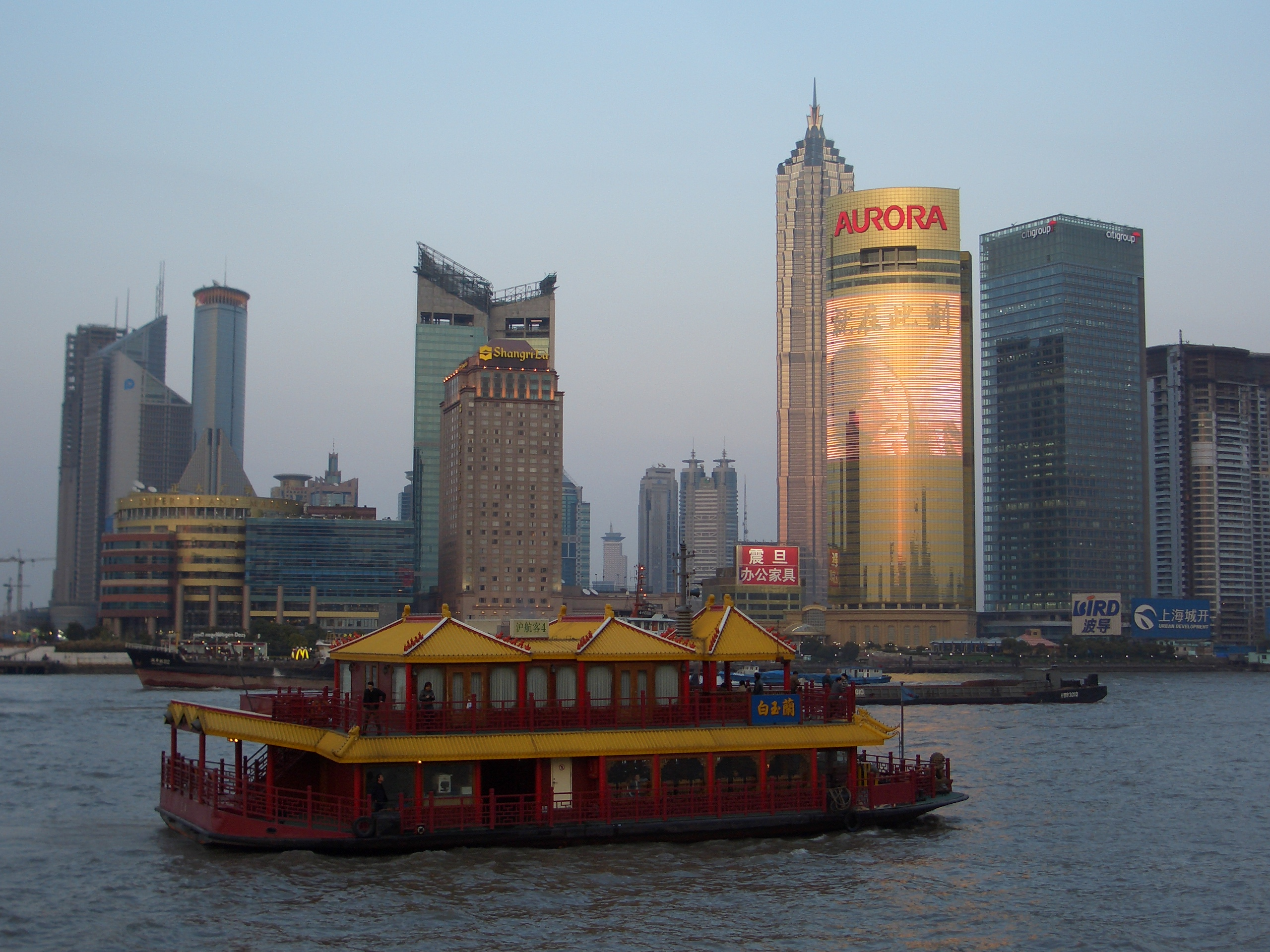
Łódź chińska na tle wieżowców Szanghaju
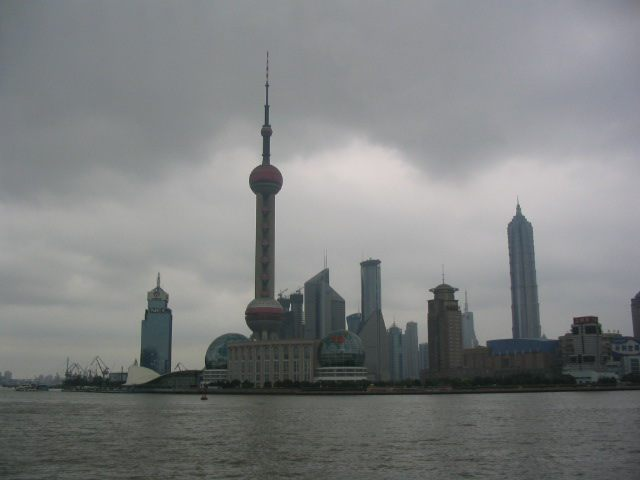
Wieżowce w Pudong
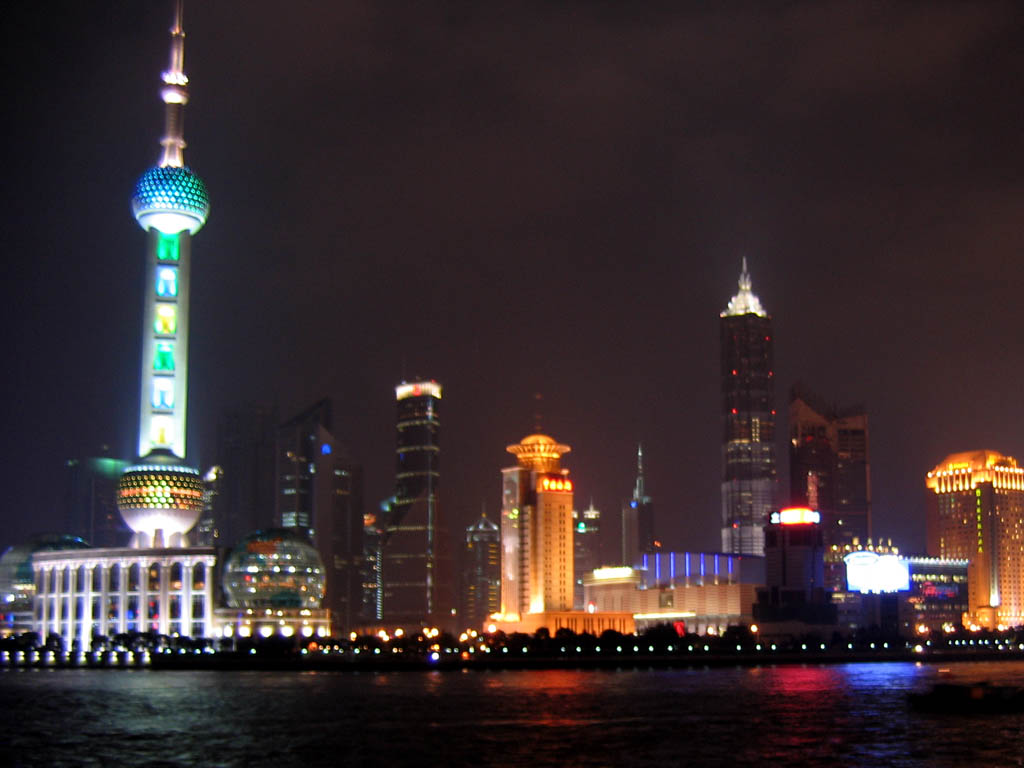
Szanghaj nocą
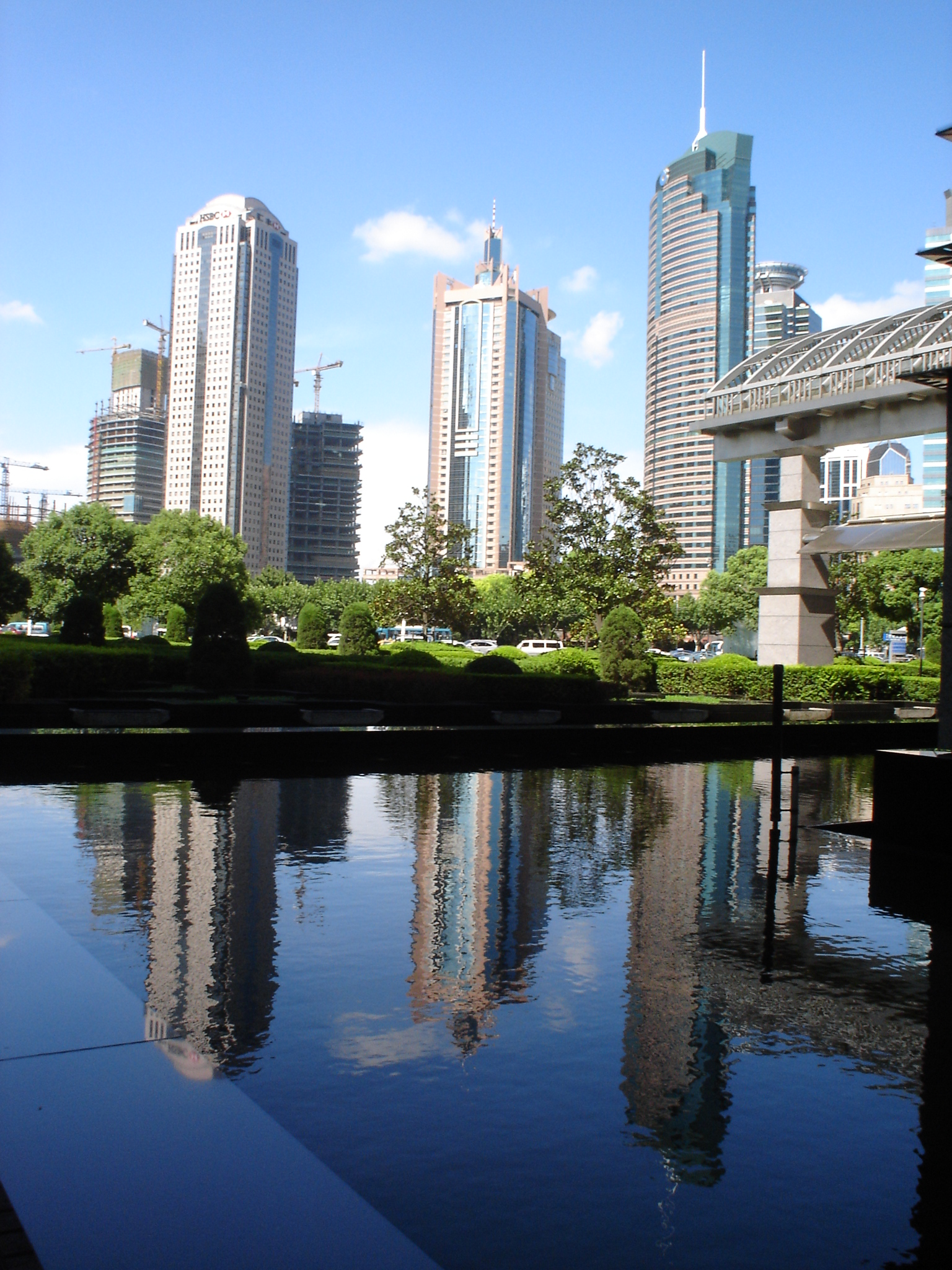
Od prawej: World Finance Tower (212 m), Huaneng Union Tower (188 m), Shanghai Sen Mao International Building (203 m)
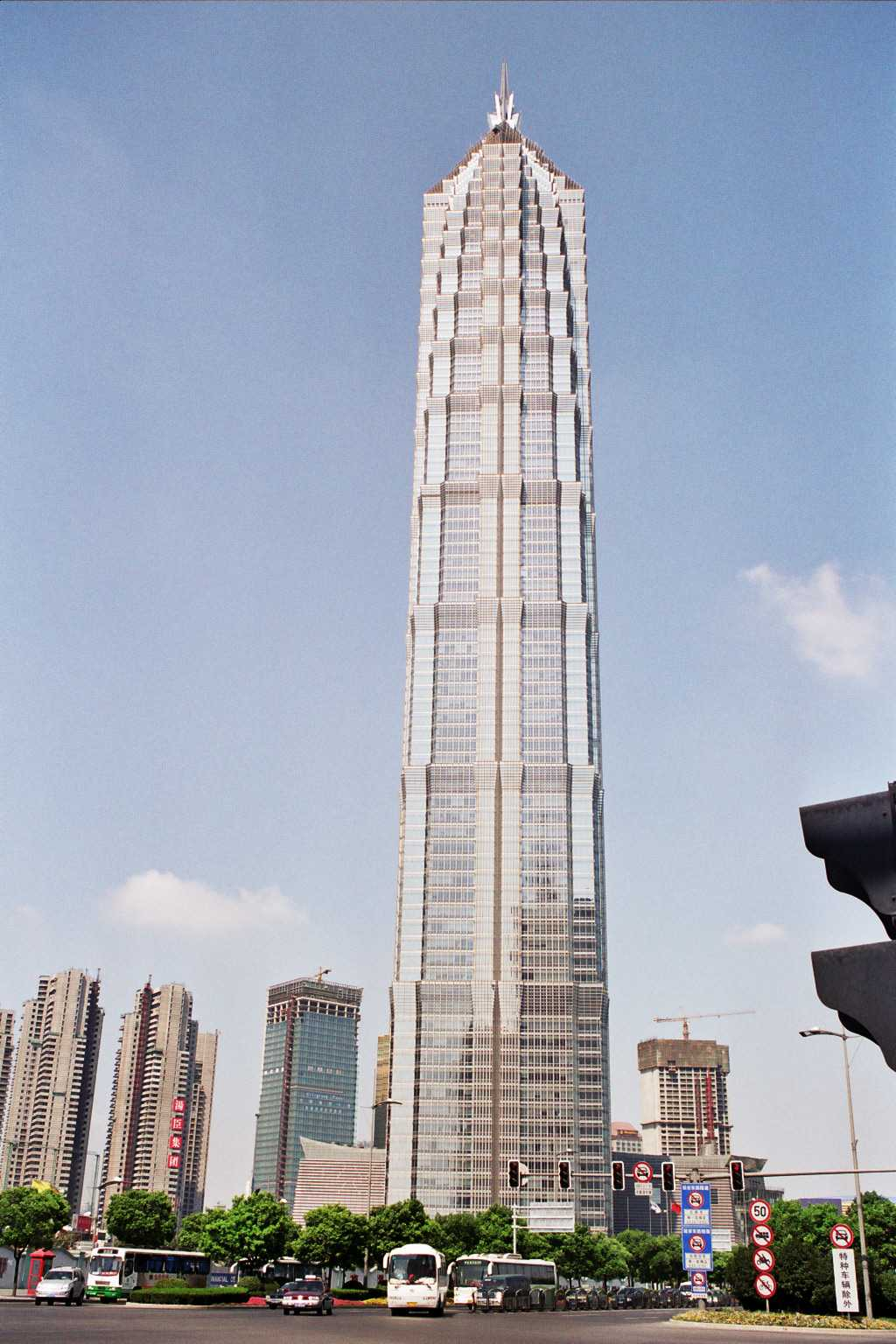
Jin Mao Tower (421 m)
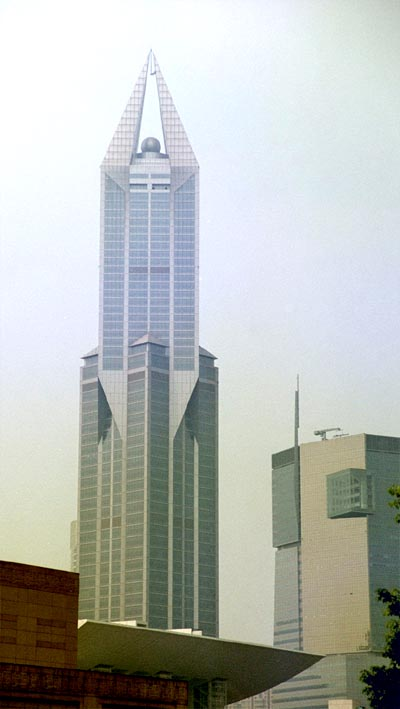
Tomorrow Square (285 m)
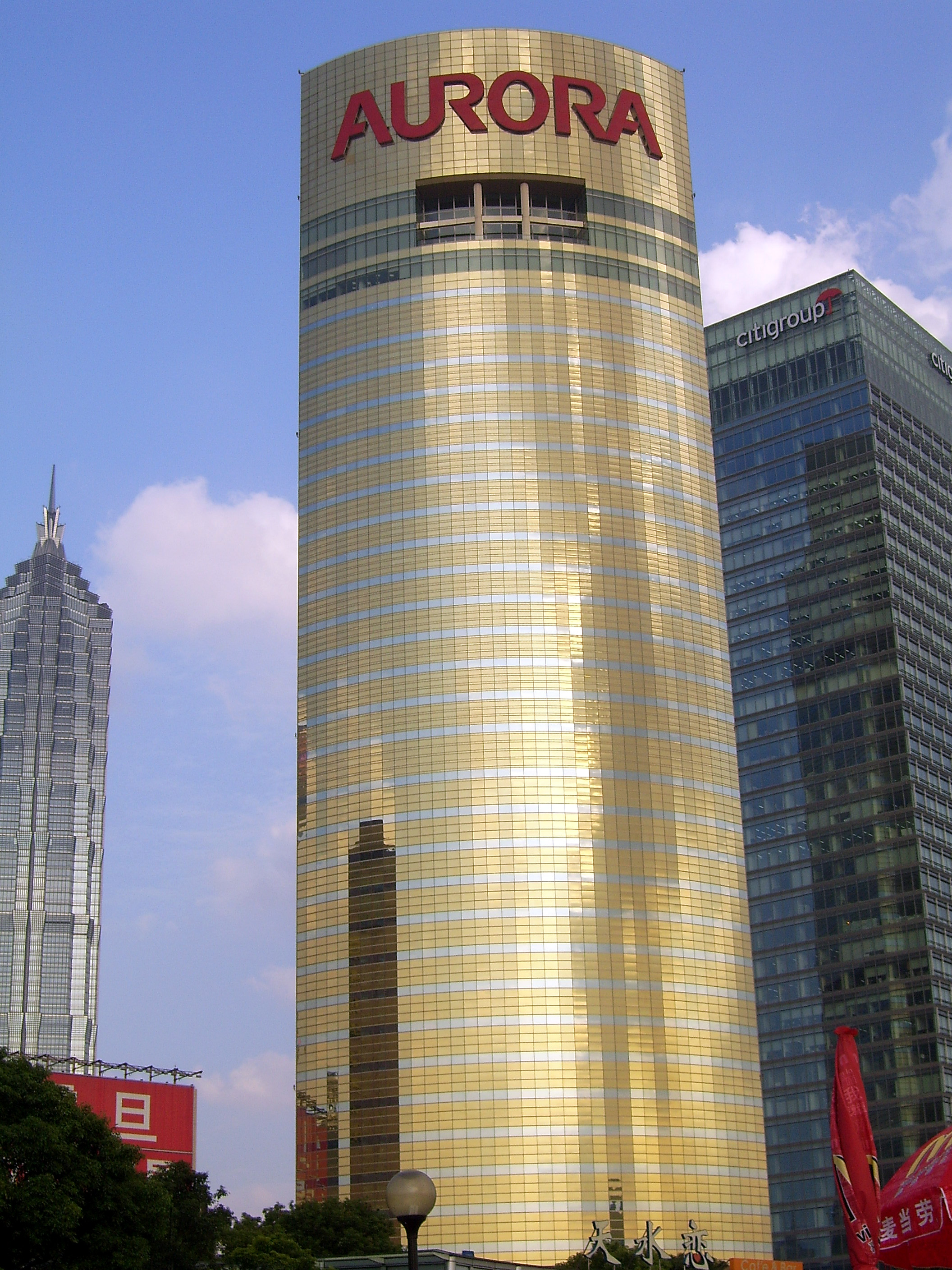
Aurora (185 m)

| Ranking | Budynek                         | Wysokość strukturalna | Liczba pięter | Rok budowy |
| ------- | ------------------------------- | --------------------- | ------------- | ---------- |
| 1.      | Shanghai Tower                  | 632 m                 | 128           | 2015       |
| 2.      | Shanghai World Financial Center | 492 m                 | 101           | 2008       |
| 3.      | Jin Mao Tower                   | 421 m                 | 88            | 1999       |
| 4.      | Shimao International Plaza      | 333 m                 | 60            | 2006       |
| 5.      | Plaza 66                        | 288 m                 | 66            | 2001       |
| 6.      | Tomorrow Square                 | 285 m                 | 55            | 2003       |
| 7.      | Hong Kong New World Tower       | 278 m                 | 61            | 2002       |
| 8.      | Bocom Financial Towers          | 265 m                 | 52            | 2002       |
| 9.      | Grand Gateway Shanghai I        | 262 m                 | 52            | 2005       |
| 10.     | Grand Gateway Shanghai II       | 262 m                 | 52            | 2005       |

## Pozostałe budynki powyżej 150 metrów
| Ranking | Budynek                                        | Wysokość strukturalna | Liczba pięter | Rok budowy |
| ------- | ---------------------------------------------- | --------------------- | ------------- | ---------- |
| 12.     | Maxdo Centre                                   | 241 m                 | 55            | 2002       |
| 13.     | Chengfeng City                                 | 238 m                 | 60            | 2006       |
| 14.     | International Ocean Shipping Building          | 232 m                 | 50            | 2000       |
| 15.     | Plaza 66 Tower 2                               | 228 m                 | 46            | 2006       |
| 16.     | Bank of China Tower                            | 226 m                 | 53            | 2000       |
| 17.     | Oasis Skyway Garden 1                          | 226 m                 | 50            | 2006       |
| 18.     | Raffles Square                                 | 222 m                 | 49            | 2003       |
| 19.     | Changfeng Hotel                                | 218 m                 | 53            | 2005       |
| 20.     | Shanghai Dong Hai Plaza                        | 217 m                 | 52            | 2004       |
| 21.     | World Finance Tower                            | 212 m                 | 43            | 2000       |
| 22.     | King Tower                                     | 212 m                 | 38            | 1996       |
| 23.     | Pudong International Information Port          | 211 m                 | 40            | 2001       |
| 24.     | Sofitel Jin Jiang Oriental Pudong Hotel        | 207 m                 | 47            | 2002       |
| 25.     | Nan Zheng Building                             | 205 m                 | 49            | 1988       |
| 26.     | Lippo Plaza                                    | 204 m                 | 38            | 1998       |
| 27.     | Shanghai Sen Mao International Building        | 203 m                 | 46            | 1998       |
| 28.     | Huaxia Financial Square Tower A                | 202 m                 | 42            | 2005       |
| 29.     | Huaxia Financial Square Tower B                | 202 m                 | 42            | 2003       |
| 30.     | Golden Bell Mansion                            | 200 m                 | 45            | 1998       |
| 31.     | Radisson Hotel Shanghai New World              | 200 m                 | 46            |            |
| 32.     | World Plaza Shanghai                           | 199 m                 | 38            | 1998       |
| 33.     | Bund Center                                    | 198 m                 | 45            | 2002       |
| 34.     | Wenxin United Press Building                   | 197 m                 | 43            | 1999       |
| 35.     | Lan Sheng Building                             | 196 m                 | 39            | 1997       |
| 36.     | China Insurance Building                       | 196 m                 | 38            | 1999       |
| 37.     | The Center                                     | 196 m                 | 45            | 2004       |
| 38.     | CITIC Square                                   | 193 m                 | 45            | 2000       |
| 39.     | Shimao Riviera Garden 2                        |                       | 53            | 2004       |
| 40.     | Shanghai Plaza 1                               |                       | 42            | 2001       |
| 41.     | Shanghai Plaza 2                               |                       | 42            | 2001       |
| 42.     | Huaneng Union Tower                            | 188 m                 | 38            | 1997       |
| 43.     | CAAC Pudong Tower                              | 188 m                 | 38            | 2001       |
| 44.     | Bao’an Tower                                   | 188 m                 | 38            | 1997       |
| 45.     | Shanghai Futures Building                      | 187 m                 | 37            | 1998       |
| 46.     | China Merchants Tower                          | 186 m                 | 38            | 1995       |
| 47.     | Shanghai China Merchants Plaza Office Building | 186 m                 | 39            | 1998       |
| 48.     | Aurora Plaza                                   | 185 m                 | 37            | 2003       |
| 49.     | Pudong Development Mansion                     | 185 m                 | 36            | 2001       |
| 50.     | Ciro’s Plaza                                   | 181 m                 | 39            | 2002       |
| 51.     | Union Square I                                 | 180 m                 | 35            | 2005       |
| 52.     | Union Square II                                | 180 m                 | 35            | 2005       |
| 53.     | Pudong Shangri La Hotel Extension              | 180 m                 | 43            | 2005       |
| 54.     | Citigroup Tower                                | 180 m                 | 41            | 2005       |
| 55.     | Shanghai Property Information Exchange Center  | 180 m                 | 35            | 2000       |
| 56.     | Harbour Ring Plaza                             | 178 m                 | 36            | 1998       |
| 57.     | K. Wah Center                                  | 178 m                 | 40            | 2005       |
| 58.     | Four Seasons Hotel                             | 172 m                 | 37            | 2002       |
| 59.     | Shanghai Central Square                        | 169 m                 | 38            | 1998       |
| 60.     | Shimao Riviera Garden 3                        | 169 m                 | 53            | 2002       |
| 61.     | Shimao Riviera Garden 5                        | 169 m                 | 53            |            |
| 62.     | Azia Center                                    | 169 m                 | 32            | 2005       |
| 63.     | Construction Mansion                           | 168 m                 | 45            | 1997       |
| 64.     | Jiu Shi Tower                                  | 168 m                 | 39            | 2000       |
| 65.     | Shanghai International Tower                   | 168 m                 | 39            | 1997       |
| 66.     | STV Mansion                                    | 168 m                 | 32            | 1999       |
| 67.     | Shanghai Commercial Center                     | 165 m                 |               | 1995       |
| 68.     | The Portman Ritz-Carlton                       | 165 m                 | 48            | 1990       |
| 69.     | United Plaza                                   | 160 m                 | 43            | 2001       |
| 70.     | Jing Yin Mansion                               | 160 m                 | 39            | 1998       |
| 71.     | Zhao Feng Square                               |                       | 40            |            |
| 72.     | Shanghai SiIc Office Tower                     |                       | 40            |            |
| 73.     | Golden Sail Plaza                              | 158 m                 | 39            | 2003       |
| 74.     | Shanghai Times Square                          | 155 m                 | 38            | 1996       |
| 75.     | Suncome Liauw’s Building                       | 155 m                 | 29            | 1999       |
| 76.     | Tomson Riviera Tower I                         | 153 m                 | 44            | 2006       |
| 77.     | Tomson Riviera Tower II                        | 153 m                 | 44            | 2006       |
| 78.     | Jin Jiang Tower                                | 153 m                 | 46            | 1988       |
| 79.     | World Trade Tower                              | 153 m                 | 31            | 1996       |
| 80.     | Hua Mao Building & Hotel                       | 152 m                 | 27            | 2001       |
| 81.     | Shanghai Central Plaza                         | 152 m                 | 34            | 1999       |
| 82.     | Skyline Mansion 3                              |                       | 43            | 2005       |
| 83.     | St. Regis Hotel                                | 151 m                 | 38            | 2001       |
| 84.     | Shanghai Industrial Investment Building        | 150 m                 | 40            | 1995       |
| 85.     | Hong Kong Plaza I                              | 150 m                 | 38            | 1999       |
| 86.     | Hong Kong Plaza II                             | 150 m                 | 38            | 1999       |
| 87.     | Haitong Securities Building                    | 150 m                 | 35            | 2003       |
| 88.     | Broadcasting Building                          | 150 m                 | 28            | 1996       |

## Budynki w budowie powyżej 150 metrów
| Ranking | Budynek                           | Wysokość strukturalna | Liczba pięter | Rok budowy |
| ------- | --------------------------------- | --------------------- | ------------- | ---------- |
| 1.      | North Bund Tower                  | 388 m                 | 72            |            |
| 2.      | Shanghai Wheelock Square          | 290 m                 |               | 2007       |
| 3.      | TIPS China Building               | 290 m                 | 67            | 2008       |
| 4.      | Albany Oasis Garden Office Tower  | 260 m                 | 60            | 2008       |
| 5.      | Huamin King Tower                 | 258 m                 | 63            | 2008       |
| 6.      | Development Tower                 |                       | 53            |            |
| 7.      | Oasis Skyway Garden Hotel         | 226 m                 | 52            | 2006       |
| 8.      | Jasper Tower                      | 220 m                 | 48            | 2007       |
| 9.      | X3-2 Office Development           | 200 m                 | 43            |            |
| 10.     | Park Place Office Tower           | 188 m                 | 50            |            |
| 11.     | Hopson International Tower        | 180 m                 | 33            | 2007       |
| 12.     | China Merchants Bank Headquarters | 180 m                 |               |            |
| 13.     | China Safe Finance Building       |                       | 38            |            |